# Piero Provezza
Piero Provezza (Villachiara, 26 maggio 1929 – Villachiara, 2 febbraio 2015) è stato un allenatore di calcio e calciatore italiano, di ruolo difensore.

## Carriera
Cresciuto nelle giovanili del Brescia, ha esordito in Serie B il 20 maggio 1951 in Siracusa-Brescia (2-0). Ha disputato dieci campionati di Serie B col Brescia, dal 1950-1951 al 1959-1960, giocando 201 partite con un gol all'attivo, realizzato il 2 marzo 1958 nella sconfitta interna contro il Bari (1-3).
Ha chiuso la carriera prima a Bolzano per tre annate e poi alla Pergolettese, dove ha giocato e allenato.

## Palmarès

### Giocatore

#### Competizioni regionali
- Seconda Categoria: 1

Pergolettese: 1962-1963
- Prima Categoria: 1

Pergolettese: 1965-1966